# Neoraputia paraensis
Neoraputia paraensis là một loài thực vật có hoa trong họ Cửu lý hương. Loài này được (Ducke) Emmerich mô tả khoa học đầu tiên năm 1978.